# Villa Hinsch
Die Villa Hinsch, Leher Landstraße 55, in der niedersächsischen Gemeinde Geestland, Ortsteil Langen, im Landkreis Cuxhaven, stammt vom Anfang des 20. Jahrhunderts.
Sie wird als Anwaltskanzlei und Wohnhaus genutzt.
Das Gebäude steht unter Denkmalschutz (siehe auch Liste der Baudenkmale in Geestland).

## Beschreibung
Das zweigeschossige verputzte Gebäude auf einem Souterraingeschoss, mit ziegelgedecktem Mansarddach, dreigeschossigem Eingangsrisalit und zweigeschossigem Giebelrisalit, Fassaden teilweise in den oberen Bereichen mit Schmuckfachwerk, bauzeitlicher erhaltener Innenausstattung sowie mit unterschiedlichen rundbogigen, ovalen, runden und eckigen Fenstern, wurde 1905 (Inschrift, innen) für den Unternehmer Heinrich Johann Gerhard Hinsch gebaut.
Der Bauherr Hinsch war ein wohlhabender Unternehmer, der die Villa auch prachtvoll ausstatten ließ. Bauwerk und Garten mit der schmiedeeisernen Einfriedung sind denkmalgeschützt.
Das Landesdenkmalamt befand u. a.: „… Teil einer im Zuge der Siedlungsgeschichte von Langen um 1900 aufkommenden Villenbebauung an dieser Straße.“